# Лангенвольшендорф
Ла́нгенвольшендорф (нем. Langenwolschendorf) — община в Германии, в земле Тюрингия.
Входит в состав района Грайц. Население составляет 864 человека (на 31 декабря 2010 года). Занимает площадь 6,79 км².